# Rondo (Biston)
Pour les articles homonymes, voir Rondo.
Rondo est une œuvre de musique de chambre de Raphaèle Biston composée en 2012.

## Contexte
Rondo est une œuvre pour cinq instruments : flûte, violon, piano préparé, harpe et percussion. L'œuvre est une commande de Radio France pour l'émission Alla Brève et est composée en 2012. Elle est ensuite créée par l'ensemble l'Instant Donné à la Maison de la Radio de Paris le 28 avril 2012. On retrouve ainsi Cédric Jullion (flûte) ; Sara Chenal (violon) ; Caroline Cren (piano) ; Esther Davoust (harpe) et Maxime Echardour (percussion). La création publique a eu lieu en octobre 2013, toujours par l'ensemble l'Instant Donné, à la Biennale de Venise.

## Structure
La structure de la pièce est celle d'un rondo, alternant refrain et couplet.